# 시나가와 구민공원

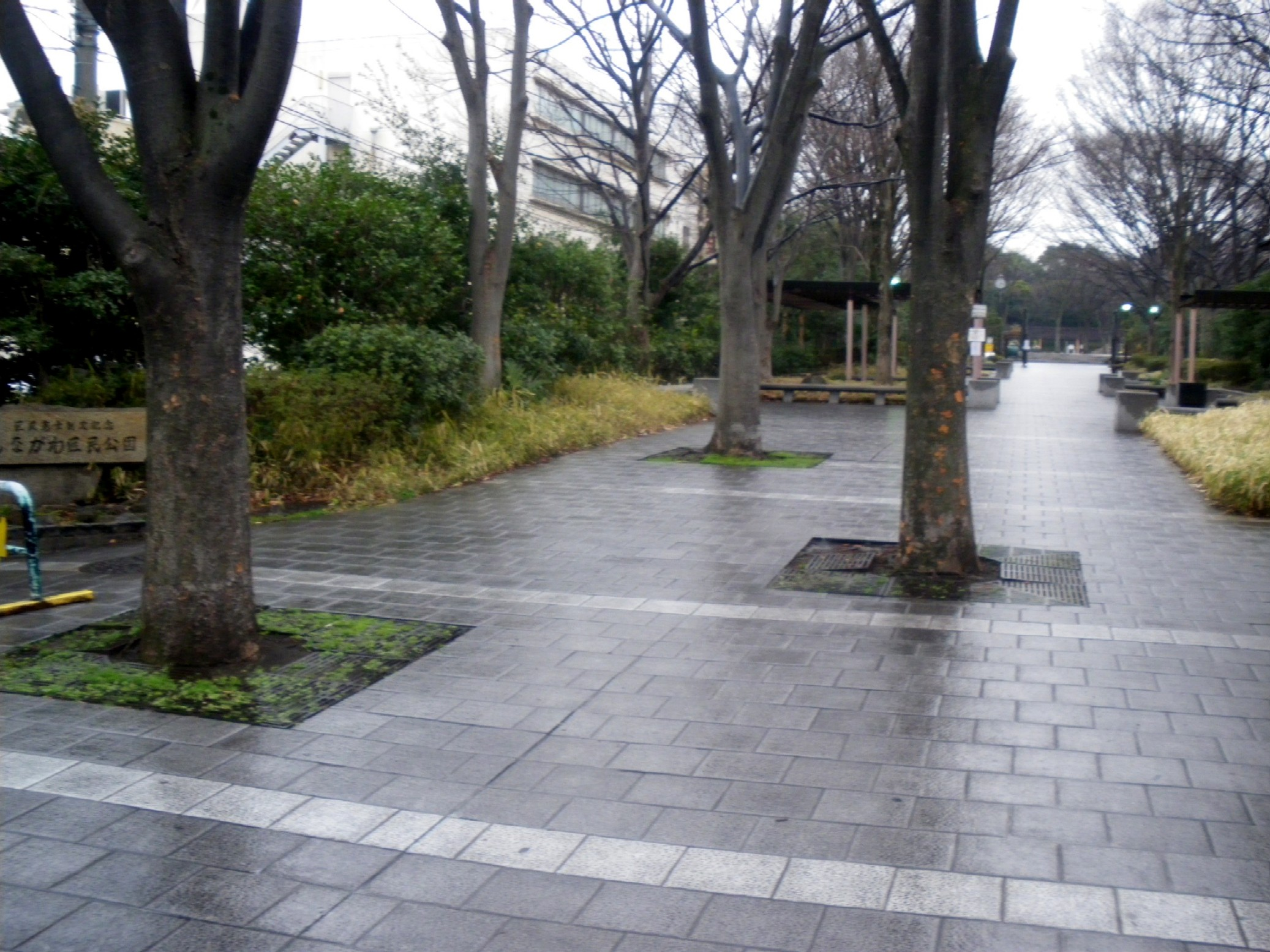
시나가와 구민공원

시나가와 구민공원(일본어: しながわ区民公園 시나가와쿠민코엔[*])은 도쿄도 시나가와구 가쓰시마·미나미오이에 위치한 공원이다. '꽃과 광장과 물과 푸름의 공원'을 테마로 하고 있으며, 구립공원 중에서는 가장 큰 규모의 종합공원이다. 공원 내에는 시나가와 수족관과 시나가와 구민공원 야외 수영장 등이 별도로 운영되고 있으며 벚꽃 광장, 스포츠 광장, 놀이 광장, 조수의 광장 등으로 나뉘어 있다. 놀이 시설과 운동 시설, 캠프장, 그리고 물길의 흐름과 해수를 이용한 10,000m²규모의 인공 호수 '가츠시마 바다' (勝島の海)가 있다.

## 역사
- 1983년 4월 1일 - 개원[1]
- 1991년 10월 - 공원 내에 시나가와 수족관 개관
- 2016년 7월 - 공원 내에 시나가와 구민공원 야외 수영장 리뉴얼 개장[2]
- 2017年 5月 - 공원 내에 플레이 파크 시나가와 어린이 모험 광장 개장

## 공원 시설
- 시나가와 수족관 - 공원 내 위치
- 시나가와 구민공원 야외 수영장 - 여름 한정운영
- 소년 야구장
- 테니스 코트
- 데이 캠프장 - 이용시에는 사전 문의가 필요
- 자전거 도로 - 총 2 km 길이의 코스를 자전거로 달린다.
- 놀이터
- 고래 분수
- 가츠시마 바다 (연못)
- 플레이 파크 '시나가와 어린이 모험 광장'[3]

공원 근처에는 오이 경마장과 헤이와지마 경정장이 있다.

## 이용 정보
교통편의 경우 게이큐 본선 오모리카이간 역이나 다치아이가와 역에서 도보로 약 5분, 게이힌 도호쿠 선 오모리 역에서 도보로 약 15분 거리에 위치해 있다. JR 게이힌 도호쿠 선 오이마치역 중앙개찰구, 동쪽 출입구 6번 버스 차는 곳에서 구민공원으로 가는 버스도 있는데 요금은 무료이며 약 15분이 걸린다.
개장 시간의 경우 4월부터 11월까지는 오전 6시부터 오후 8시 30분까지, 12월부터 3월까지는 오전 6시부터 오후 6시 30분까지이다. 공원 내에는 이용객을 위한 주차시설이 있으며 유료이다. 공원 자체 입장료는 무료이지만 여러 시설이 유료이거나 사전예약이 필요한 경우가 있어 자세한 것은 공원 사무소에 문의해야 한다.

## 같이 보기
- 시나가와구
- 시나가와 구청